# فيدال ساسون
فيدال ساسون (Vidal Sassoon) من مواليد لندن 17 يناير 1928، كان مصفف شعر بريطانيا بدأ عمله أثناء الحرب العالمية الثانية، ينسب له ابتكار قصات شعر مستوحاة من أشكال هندسية، بما يُعد ثورة في مجال تصفيف الشعر. يقال عنه أنه "حرفي ماهر، غير العالم بمقصة". توفي ساسون في 9 مايو 2012، "
انشأ ساسون عددا من صالونات الحلاقة ومدارس تصفيف الشعر في الستينيات، والتي مازالت تحمل اسمه حتى اليوم.

## وصلات خارجية
- فيدال ساسون على موقع IMDb (الإنجليزية)
- فيدال ساسون على موقع إن إن دي بي (الإنجليزية)
- فيدال ساسون على موقع قاعدة بيانات الفيلم (الإنجليزية)

فيلم عن قصة حياة فيدال ساسون على يوتيوب